# يحيى عياش
يحيى عبد اللطيف عيّاش ويلقب بالمهندس (1966-1996) قائد، ومهندس متفجرات، ومهندس كهربائي، ومجاهد ومناضل فلسطيني، ومن أبرز قادة كتائب الشهيد عز الدين القسام الجناح العسكري لحركة المقاومة الإسلامية (حماس) حتى اغتياله، ولد ببلدة رافات في محافظة سلفيت بالضفة الغربية يوم الأحد الموافق 6 آذار (مارس) 1966، أصبح عضواً بإحدى أسر الإخوان المسلمين في مدينة رام الله عندما كان طالبًا في جامعة بيرزيت، حاصل على شهادة البكالوريس في الهندسة الكهربائية من جامعة بيرزيت عام 1993، اتهمته إسرائيل بأنه خلف مقتل العشرات حيث كانت أول بصماته في منطقة «رامات أفعال» بتل أبيب بعد العثور على سيارة مفخخة فيما استمرت إسرائيل بمطاردته في الفترة ما بين أبريل 1993 حتى اغتياله في بيت لاهيا شمال قطاع غزة بتاريخ 5 يناير 1996 باستخدام عبوة ناسفة زرعت في هاتف نقال كان يستخدمه أحياناً، وقد تركز نشاطه في مجال تركيب العبوات الناسفة من مواد أولية متوفرة في الأراضي الفلسطينية، وطور لاحقاً أسلوب الهجمات الاستشهادية عقب مذبحة المسجد الإبراهيمي في الخليل في فبراير 1994 وقد شيع جثمانه نحو 100 ألف شخص في قطاع غزة.

## حياته

يحيى عياش مع والديه، ويظهر شعار على قميصه مكتوب عليه (الإسلام هو الحل) وهو شعار تتخذه الحركة الإسلامية في فلسطين والإخوان المسلمون

ولد يحيى عياش عام 1966 في بلدة رافات والتي تتوسط مدن نابلس ورام الله وقلقيلية وهو ينحدر من عائلة عرفت بتدينها وبساطة أفرادها وماضيها الجهادي. فآل عياش، شاركوا في الانتفاضات والثورات الفلسطينية ضد الانتداب البريطاني على فلسطين منذ وعد بلفور وحتى الثورة العربية الكبرى عام 1936 ووالده عبد اللطيف ساطي عياش - والذي يعمل بمهنة الزراعة ونقش الحجر- له ابنين بالإضافة ليحيى، هما مرعي الذي ولد عام 1969 ويونس الذي ولد في عام 1975 ويوصف يحيى في طفولته أنه كان هادئاً ولا يحب الاختلاط كثيراً بغيره من أطفال الحي أما والدته فهي عائشة عياش (تُوفيت في 9 يونيو 2020 في قرية رافات في سلفيت).

### أسرته
تزوج المهندس ابنة خالته، هيام عياش، بتاريخ 9 سبتمبر / أيلول من عام 1991م. ولكن، سرعان ما طرق زوار الفجر منزله، وأصبحت القوات الخاصة الإسرائيلية وأعتى رجال الأمن والمخابرات الصهاينة من رواد البيت. فمضى يحيى مطارداً مطلوباً تاركاً وراءه زوجةً وابناً أسماه (براء) تفتحت عيناه على الحياة في 1 يناير / كانون الثاني عام 1993. ولم يلئتم شملهم مرة أخرى، إلا بعد نحو عام ونصف حين نجح المهندس في تخطي جيش المخبرين وضباط الشاباك والوحدات الخاصة التي كانت تداهم المنزل باستمرار، وانتقلت هيام مع براء إلى قطاع غزة، وقد رزق المهندس قبل استشهاده بيومين فقط، بابنه الثاني الذي أسماه (عبد اللطيف) تيمناً بوالده، غير أن العائلة أعادت اسم يحيى إلى البيت حين أطلقت على الطفل عبد اللطيف اسم (يحيى).

### تعليمه
كان يحيى متفوقا منذ الصف الأول وحتى إنهائه المرحلة الثانوية وحصوله على شهادة (التوجيهي)، فقد نال المرتبة الأولى دائماً خلال دراسته لاثنتي عشرة سنة في رافات والزاوية وبديا. وكان يحيى قد انتقل إلى مدرسة الزاوية الإعدادية بعد إنهائه الصف السادس الابتدائي في مدرسة رافات نظراً لكون مدرسة قريته لا تستوعب أكثر من هذه المرحلة. ودرس يحيى المرحلة الإعدادية والأول ثانوي في مدرسة الزاوية، ثم انتقل بعد ذلك إلى قرية بديا حيث درس الثاني والثالث ثانوي (الفرع العلمي) في مدرسة بديا الثانوية، وحصل على شهادة الدراسة الثانوية بمعدل 92.8 %
وقد أتم يحيى عياش حفظ القرآن كاملاً وحصل على شهادة تقدير من مديرية الأوقاف الإسلامية القدس لتفوقه في دراسة العلوم الشرعية وتجويد القرآن الكريم، وما تزال محفوظة في صالة منزل والديه
بعد أن حصل يحيى عياش على شهادة الدراسة الثانوية من مدرسة بديا الثانوية عام 1984، وكان معدله 92.8 % سافر يحيى في شهر أيلول (سبتمبر) من عام 1984 إلى مدينة رام الله للتسجيل في جامعة بيرزيت وقد تخرج يحيى عياش مهندساً كهربائياً من جامعة بيرزيت في شهر آذار (مارس) من عام 1993م، وهذا يعني أنه قضى ثمان سنوات على مقاعد الدراسة الجامعية. ويعود السبب في ذلك إلى الإضرابات والإغلاقات المستمرة للجامعة ففي شهري كانون أول (ديسمبر) من عام 1986 وكانون الثاني (يناير) من عام 1988 أصدر الحاكم العسكري لإسرائيل عدة قرارات بتعطيل الدراسة وإغلاق الجامعة.
وقد غاب يحيى عن حفل التخرج في الجامعة ولم يحضر مراسم تسليم الشهادات؛ فقد كان وقتها مطارداً ومطلوباً لجهاز الشاباك وتطارده قوات الاحتلال بسبب دوره في التخطيط لعملية «رامات افعال» بتل أبيب في تشرين الثاني (نوفمبر) من عام 1992
وبعد تخرجه حاول الحصول على تصريح خروج للسفر إلى الأردن لإتمام دراسته العليا ورفضت سلطات الاحتلال طلبه، وقد عقب على ذلك يعكوف بيرس رئيس المخابرات آنذاك بالقول: «لو كنا نعلم أن (المهندس) سيفعل ما فعل لأعطيناه تصريحاً، بالإضافة إلى مليون دولار»، وتزوج بعد تخرجه من ابنة خالته ورزقه الله ولده البكر (البراء) ثم رزق بولده (يحيى) بتاريخ 24/12/1995م.

## المهندس وحماس وجناحها العسكري

### نشاطه الطلابي
بدأت علاقة يحيى مع الكتلة الإسلامية -الإطار الطلابي لحماس- في جامعة بيرزيت في تشرين أول (أكتوبر) 1984. إذ جرت العادة عند الكتلة الإسلامية أن تقيم حفل استقبال يضم الطلبة من أبناء الكتلة وجميع الطلبة الجدد الذين يلبّون الدعوة ويُظهِرون موافقة مبدئية على الانضمام إلى صفوف الكتلة. وجرى خلال هذا اللقاء -الذي عقد في مسجد بيرزيت القريب من الحرم الجامعي القديم- التعارف بين الطلاب القدامى والجدد، وعرّف الشهيد وقتها بنفسه قائلاً: 

### نشاطه الاجتماعي
أصبح عضواً بإحدى (مجموعات) الإخوان المسلمين في مدينة رام الله في بداية العام الدراسي الثاني (1985-1986). ووظف المهندس السيارة التي اشتراها والده في خدمة الحركة الإسلامية، حين دأب على السفر إلى رافات ونظراً للدور الريادي الذي قام به فقد اعتبرته الفصائل الفلسطينية (شيخ الإخوان في رافات)، رجعت إليه في كافة الأمور التي تتعلق بالفعاليات أو الإشكالات خلال الأعوام (1988 - 1992).

### مع كتائب القسام
وكانت بدايات المهندس مع العمل العسكري ترجع إلى أيام الانتفاضة الأولى، وعلى وجه التحديد عامي 1990 و1991؛ حيث توصل إلى مخرج لمشكلة شح الإمكانات المتوفرة وندرة المواد المتفجرة، وذلك بتصنيع هذه المواد من المواد الكيماوية الأولية التي تتوفر بكثرة في الصيدليات ومحلات بيع الأدوية والمستحضرات الطبية. فكانت العملية الأولى بتجهيز السيارة المفخخة في رامات افعال بتل أبيب، وبدأت أثر ذلك المطاردة المتبادلة بين يحيى عياش ودولة الاحتلال وأجهزتها الأمنية والعسكرية وبعد تحقيق شديد وقاس مع أعضاء في حركة حماس الذين اعتقلوا أثر العثور على السيارة المفخخة، طبع الشاباك اسم يحيى عبد اللطيف عياش في قائمة المطلوبين لديها للمرة الأولى. ولذلك، داهمت قوات كبيرة من الجيش وحرس الحدود يرافقها ضباط ومحققون من الشاباك بلدات سلفيت وقراوة بني حسان بحثاً عن زاهر جبارين، وعلي عاصي، اعتقاداً بأن أحدهما قد نجح في التوصل إلى المعادلات الكيميائية
وفي الربيع الأخير من عام 1992 استكمل الفريق الرباعي المكون من المهندس يحيى عياش بالإضافة إلى زاهر جبارين وعلي عثمان عاصي وعدنان مرعي مستلزمات الانتقال بالجهاد نحو مرحلة الدفع بقوة باتجاه تنفيذ العمليات العسكرية وتحديد الأهداف وذلك بعد أن وصل المهندس إلى مبتغاه الذي كان يبحث عنه في المعادلة الكيميائية وهو تحويل المواد الكيماوية والأولية إلى متفجرات.
يعد يوم الأحد الموافق 25 نيسان (إبريل) من عام 1993، بداية المطاردة الرسمية له. ففي ذلك التاريخ، غادر المهندس منزله، ملتحقاً برفاقه الذين كانوا يتخذون من كهوف ومغارات فلسطين قواعد انطلاق لهم ضد جنود ودوريات الاحتلال. وفي مساء ذلك اليوم، داهمت قوات كبيرة من الجيش والمخابرات المنزل وقامت بتفتيشه والعبث بالأثاث وتحطيم بعض الممتلكات الشخصية للمهندس. وبعد أن أخذ ضباط الشاباك صورة الشهيد جواد أبو سلمية التي كان المهندس يحتفظ بها، توجه أحدهم لوالده مهدداً: «يجب على يحيى أن يسلم نفسه، وإلا فإنه سوف يموت، وسوف نهدم المنزل على رؤوسكم».
وقد كانت بداية المهندس مع تفجير الحافلات بتركيب العبوات التي قدّر وزنها بأربعين كيلو غراماً من المواد المتفجرة ربطت بجهاز التفجير وأربع اسطوانات غاز لزيادة قوة التأثير. وحسب الخطة، وضع المهندس بمساعدة أبو إسلام، العبوات في حافلة صغيرة من طراز (فان- فولكسفاغن) تحمل لوحات معدنية صفراء -اللوحات الإسرائيلية- استولى عليها أحد أعضاء حركة حماس من مدينة تل أبيب مساء يوم الجمعة الموافق 20 تشرين الثاني (نوفمبر) 1992. وعليه، يعد هذا التاريخ بداية (قصة الحب التي يعيشها المهندس مع الحافلات الإسرائيلية)، كما يقول ألكس فيشمان في مقاله الطويل الذي نشره في صحيفة معاريف تحت عنوان (أعرف عدوك: المهندس هو المطلوب الأول) في تشرين أول (أكتوبر) من عام 1994م.

## عمليات متهم بتنفيذها

إحدى العمليات التي أتهمت إسرائيل المهندس بتنفيذها

- عملية تفجيرية (استشهادية) بسيارة مفخخة بالعفولة 6 نيسان 1994 والتي نفذها (رائد زكارنة) والذي أدّى إلى مقتل ثمانية إسرائيليين وجرح ما لا يقل عن 30 آخرين، وقد كانت هذه العملية أولى الردود على مذبحة المصلين في المسجد الإبراهيمي في مدينة الخليل.[29] ففي نحو الساعة الثانية عشرة والنصف من بعد ظهر يوم الأربعاء ووفقاً للخطة التي أعدها المهندس، تقدم رائد زكارنة بسيارته المفخخة نحو محطة الحافلات المركزية في مدينة العفولة وتتبع الحافلة التي تعمل على خط رقم (348) وعند محطة انتظار الحافلات القريبة فتح السائق بابها الأمامي لصعود الركاب. وعندئذ، تجاوز رائد الحافلة وأوقف سيارته على مسافة مترين فقط من مقدمة الحافلة وخلال ثوان، دوى صوت انفجار قوي حوَّل السيارة إلى أشلاء تطايرت على بعد عدة أمتار. كما تحطمت جميع نوافذ الحافلة واحترق هيكلها الداخلي وأصيب جميع من فيه بدرجات متفاوتة. وعلى الأثر، هرعت فرق الإنقاذ وسيارات الإسعاف، وهبطت الطائرات المروحية لإخلاء المصابين بجروح خطيرة.[30][31]
- عملية مدينة الخضيرة داخل الخط الأخضر في 13 نيسان 1994 والتي نفذها الاستشهادي (عمار عمارنة) الذي فجر شحنة ناسفة ثبتها على جسمه داخل حافلة مما أدّى إلى مقتل 7 إسرائيليين وجرح العشرات فقد أعد المهندس برنامجه وبدأت مرحلة الاستعداد واختيار الطاقم المساعد وقد تضمنت خطة العملية، تجهيز عبوتين ناسفتين بطريقتين مختلفتين. فالأولى، جرى تركيبها وتشكيلها بحيث يتم وضعها على الجسم، بينما ركب المهندس العبوة الثانية في حقيبة سفر صغيرة تشبه ما اعتاد جنود الجيش الإسرائيلي على استخدامها خلال تنقلاتهم من وإلى معسكراتهم. ووضع المهندس العبوتين وإرشادات الاستخدام وتفاصيل العملية والهدف في النقطة الميتة وهي مقبرة بلدة يعبد، ليستلمها سعيد في وقت لاحق.[32] فبعد التجهيز وصل عمار عمارنه وقد ربط على جسده عبوة متفجرة فيما حمل الثانية داخل حقيبة سوداء إلى محطة الحافلات المركزية في مدينة الخضيرة، ووقف في مكان الانتظار الخاص بالحافلة رقم (820) والتي تعمل على خط (العفولة - الخضيرة - تل أبيب). وعند الساعة الثامنة وخمسين دقيقة من صباح يوم الأربعاء الموافق 13 نيسان (إبريل)، 1994 وفي غمرة انشغال الكيان بعيد الاستقلال وذكرى جنوده القتلى، توقفت الحافلة (820) في المحطة لإنزال ركاب ونقل آخرين. وعندئذ، صعد عمار إليها من الباب الخلفي بعد أن ترك الحقيبة المفخخة في الموقف بناء على تعليمات المهندس. وخلال ثوان قليلة، فجر العبوات التي تحزم بها ويقتل ما لا يقل عن خمسة بينهم ثلاثة جنود ويصيب نحو اثنين وثلاثين آخرين بينهم ثمانية عشر جندياً وفق ما اعترف به الناطق بلسان الشرطة الإسرائيلية. وقد شملت الاعتقالات التي نفذتها الشاباك بتعزيز من المظليين والوحدات الخاصة في أعقاب العملية طالت نحو (500) مواطناً فلسطينياً جديداً، وضمت أئمة مساجد وطلاب وأطباء وأكاديميين ممن استثنوا في الحملات السابقة.[33]

عقب تفجير الحافلة في شارع ديزنغوف بتل ابيب عام 1994

- تفجير داخل حافلة ركاب في شارع ديزنغوف في مدينة تل أبيب نفذها الاستشهادي (صالح نزال) وهو مقاتل في كتائب الشهيد عز الدين القسام بتفجير نفسه في 19 تشرين أول 1994؛ مما أدّى إلى مقتل 22 وجرح ما لا يقل عن 40 آخرين.[34]

فبناء على ترتيبات مسبقة، قامت إحدى مجموعات الإسناد بتسهيل عملية انتقال صالح نزال إلى مدينة قلقيلية حيث بات ليلة الأربعاء في منزل عائلته وحين وصل إلى محطة الحافلات المركزية، ووقف ينتظر حافلة شركة (دان) رقم (90) التي تعمل على خط رقم (5) والذي يبدأ من بلدة حولون بجنوب تل أبيب وينتهي بمنطقة الفنادق في هيرتسليا مروراً بساحة ديزنغوف، ويقفز الدرجات صعوداً في حافلة الشهادة الأجمل في نحو الساعة الثامنة وخمس وخمسين دقيقة من صباح يوم الأربعاء الموافق 19 تشرين أول (أكتوبر) 1994. وسارت الحافلة في طريقها المعتاد، وقد أخذ الشهيد مقعده في الصف السادس خلف السائق، وخلال دقائق معدودة، وصل الموكب ساحة ديزنغوف، ولاحت الفرصة حين اقتربت حافلة أخرى، وأضحت في محاذاة الحافلة رقم (90). وعندئذ فجر عبواته الناسفة لتتحول الحافلة إلى كومة من الحطام بعد أن تطاير سقفها كلياً وتناثرت قطع من الحديد الملطخة بالدماء في دائرة قطرها يتجاوز الخمسين متراً. ولم تسلم المحلات والمخازن والمقاهي، فقد أحدث الانفجار أضراراً جسيمة وفادحة في المنطقة التي اهتزت وتصاعد عمود من الدخان إلى علو ستة أمتار بفعل الحريق الذي اندلع في الحافلة، ويبدو أن العملية بما انطوت عليه من خسائر بشرية (22 قتيلاً و47 جريحاً) ومادية (سبعة ملايين شيكل - مليونين وثلاثمائة ألف دولار أمريكي)، وقد أصيب الناس بالذهول وهرعوا في بعض المدن إلى الشوارع في تظاهرات صاخبة كانت تنادي بالموت للعرب والقضاء على حركة حماس، وتطالب باستقالة اسحق رابين ومحاسبة القيادات العسكرية والأمنية على التقصير.
وقد سعى رابين الذي قطع زيارته لبريطانيا فور سماعه الخبر وعاد لتل أبيب ليعقد اجتماعاً طارئاً لقادة الأجهزة الأمنية ومن ثم اجتماع للحكومة لدراسة الخطوات والإجراءات المضادة لحركة حماس. وصرح «أقول للخاطفين ومفجري القنابل، إن قوات الأمن سيمسكون بكم عاجلاً أو آجلاً».
وفي رافات، مسقط رأس المهندس، دفعت سلطات العدو بقوات كبيرة من الجيش وحرس الحدود ترافقها وحدات مستعربين وضباط من الشاباك إلى الجبال والمناطق المحيطة بالقرية. وأعادت تلك القوات نصب النقطة العسكرية الموجودة على مدخل القرية في اليوم التالي للعملية البطولية في تل أبيب. وتمكنت قوات الاحتلال من مراقبة الحركة داخل رافات عبر هذه النقطة وحين أشارت تقارير وحدات المستعربين السرية بأنها تشتبه بوجود المهندس في منزله، داهمت قوات كبيرة من المظليين المنزل يوم السبت الموافق 29 تشرين أول (أكتوبر) 1994 وأجرت فيه عملية تفتيش دقيقة وواسعة حطمت خلالها معظم محتويات المنزل وقد توالت الاعتقالات المنظمة لمن يشتبه بأنه قدم العون أو المساعدة أو الملجأ، وحتى من تصادف أن التقى دون ترتيب مسبق بالمهندس، وقد اعترفت الشاباك، بأن التقدم الذي أحرزته في مطاردتها للمهندس جاء بعد أن خولت اللجنة الوزارية لشؤون جهاز المخابرات التي يرأسها اسحق رابين شخصياً لمحققي الشاباك باستخدام أساليب الضغط والتعذيب الجسدي بشكل مكثف ومتزايد مع معتقلي حركة المقاومة الإسلامية (حماس) الذين تتوفر شبهات قوية تؤكد أن بحوزتهم معلومات حول المهندس.
واستناداً لما ذكرته وسائل الإعلام الإسرائيلية، فقد أسهم استخدام هذا الأسلوب من الضغط الجسدي المشدد في انتزاع اعترافات من بعض المعتقلين قادت لاعتقال آخرين، ومن بينهم (43) عضواً من مجموعات الرصد والاستطلاع والخدمات والتموين الذين عملوا بخدمة المهندس بشكل أو بآخر في منطقة شمال الضفة الغربية واعترفت سلطات الاحتلال العسكرية بأن حملتها الرامية لإلقاء القبض أو قتل يحيى عياش قد امتدت إلى المناطق المحتلة منذ عام 1948 بعد أن انتشرت الإشاعات داخل المجتمع الإسرائيلي بأن المهندس يختبئ هناك متقمصاً شخصية حاخام يهودي.
- تفجير حافلة تقلّ جنوداً في سلاح الجو في القدس يوم 15 كانون أول 1994 ومنفذها أسامة راضي وهو شرطي فلسطيني وعضو سري في مجموعات القسام.
- مقاتلان فلسطينيان من حركة الجهاد الإسلامي يفجران نفسيهما في محطة للعسكريين في منطقة بيت ليد قرب نتانيا يوم 22 كانون ثاني 1995؛ مما أدّى إلى مقتل 23 جندياً وجرح 40 آخرين في هجوم وُصف أنه الأقوى من نوعه، وقالت المصادر العسكرية إن التحقيقات تؤكد بشكل قاطع إلى وجود بصمات المهندس يحيى عياش في تركيب العبوات الناسفة.[43]
- مقاتل يفجّر شحنة ناسفة ثبتها على جسمه داخل حافلة ركاب يوم 24 تموز 1995 في رامات غان بالقرب من تل أبيب؛ مما أدّى إلى مصرع 6 وجرح 33 آخرين.
- هجوم انتحاري (استشهاديّ) استهدف حافلة للركاب في حيّ رامات أشكول في مدينة القدس في 21 آب 1995؛ مما أسفر عن مقتل 5، وإصابة أكثر من 100 آخرين بجروح.[44]

## مرحلة المطاردة

دفتر المطلوبين الذي كان يحمله جنود الاحتلال، يحوي في الصفحة الأولى المطلوب يحيى عيّاش من قرية رافات، مطلوب بتهمة تصنيع المتفجرات وعمليات إطلاق نار، مُطارد منذ تاريخ 3/5/1993.

بدأ نجم عياش يسطع في العام 1993 بعد أن اكتشفت أجهزة الأمن الإسرائيلية أن ذاك الشاب هو مهندس العبوات الناسفة والسيارات المفخخة، فشرعت بحملة مراقبة حثيثة ومداهمات يومية لبلدته ومنازل أقاربه وأصدقائه في محاولة لاعتقاله. ولكن بعد اشتداد حملة المطاردة التي تعرض لها في الضفة الغربية، قرر الانتقال إلى قطاع غزة للتمويه ولتدريب نشطاء كتائب القسام على صناعة المتفجرات.
وعبر الجنرال جدعون عيزرا، نائب رئيس الشاباك السابق عن إعجابه بيحيى عياش ففي مقابلة مع صحيفة معاريف، قال الجنرال عيزرا: «إن نجاح يحيى عياش بالفرار والبقاء حولته إلى هاجس يسيطر على قادة أجهزة الأمن ويتحداهم. فقد أصبح رجال المخابرات يطاردونه وكأنه تحد شخصي لكل منهم، وقد عقدت اجتماعات لا عدد لها من أجل التخطيط لكيفية تصفيته... لقد كرهته، ولكني قدرت قدرته وكفاءته».
وقد عانت المؤسسة العسكرية والأجهزة الأمنية الإسرائيلية من ضغوط شديدة، بعد أن تلقت ضربة معنوية قاسية نظراً لعدم تمكنها من متابعة تحركات المهندس وتنقلاته خصوصا بعد انتقال المهندس إلى قطاع غزة ثم انضمام زوجته وابنه إليه وزيارة والدته السرية للقطاع ولقائها بولدها هناك، بعيداً عن أنظار القوات والأجهزة الإسرائيلية التي كانت تتابع تحركات العائلة باستمرار وتنصب الكمائن، وعلى الرغم من خضوع جميع أفراد عائلة عياش وأهالي القرية للمراقبة المستمرة.
وقد بيّن القادة العسكريون الصعوبات التي تواجههم في متابعة البحث عن المهندس، ففي مناسبتين متباعدتين زمنياً، يقول الميجر جنرال أمنون شاحك -رئيس هيئة الأركان العامة- والميجر جنرال ايلان بيران الذي كان يشغل قيادة المنطقة الوسطى ومن بينها الضفة الغربية بعدم معرفتهما بمكان إقامة يحيى عياش. ومن أروقة الكنيست، يصرح الجنرال شاحك أثر لقائه مع لجنة الخارجية والأمن بقوله: «الشاب يحيى عياش الملقب بالمهندس، أنا لا أعرف بالضبط أين هو؟!. نحن نبحث عنه منذ مدة طويلة… نحن نواصل البحث عنه حتى نقبض عليه» ويضيف شاحك: «إن قوات الجيش الإسرائيلي تبحث عنه في كل مكان، وعندما تعرف مكان تواجده فإنها ستصل إليه» وأما الجنرال بيران في مقابلة صحفية: «لزاما علينا العثور على المهندس ولم نتمكن من ذلك حتى الآن. نريد الاستمرار بمجهوداتنا والوصول إليه. وفقا لاعتقادي لا يتواجد في المنطقة الوسطى، هذا ليس سهلاً. الصعوبات كبيرة لكن يجب الاستمرار بالمحاولة».
وقد حمّل بيران الأجهزة الأمنية مسؤولية الفشل معتبراً أن هذه الأجهزة «أصبحت عاجزة تماماً أمام الأعمال والخطط التي يضعها عياش»، وبناء على ذلك ينصح بيران بقوله: «الآن يتوجب على أجهزة الأمن حماية نفسها من هجمات عياش الانتحارية، وعليهم أن يتوقعوا المزيد من العمليات».

## اغتياله

توديع يحيى عياش

أغتيل في يوم الجمعة 5 كانون الثاني (يناير) 1996م، وذلك بعد أربع سنوات من وضع اسحق رابين ملف تصفية القائد القسامي على رأس أولويات حكومته السياسية والأمنية فقد وضع له جهاز الشاباك مادة متفجرة وصلت إلى 50 غم في تليفون محمول أخذه من صديقه أسامة، وأسامة أخذ التليفون من خاله وهو الوحيد الذي كان يعلم بأمر اختباء عياش في بيت أسامة. وكان يأخذ التليفون من أسامة ويعيده إليه وشك عياش يوما في احتمال وضع اليهود لجهاز تصنت في التليفون ففكه ولم يجد شيئا، وكان عياش ينتظر مكالمة من والده صباح يوم الجمعة 5/1/1996 م وكان الخط المنزلي مقطوعا فاتصل والده بالتليفون المحمول وعن بعد فُجِّر التليفون عن طريق طائرة كانت تحلق في نفس الوقت، فتناثرت أشلاء عياش بعدما قطعت رقبته وتمزق نصف وجهه الأيمن حيث كان الهاتف.

تشييع يحيى عياش في غزة

وقد وضع الجنرال غيون ومساعدوه خطة تفصيلية لاغتيال المهندس، بعد أن انتقل إلى موقع متقدم في مستوطنة نيسانيت القريبة من بيت لاهيا للإشراف بشكل مباشر على عملية التنفيذ حيث أقيمت غرفة قيادة أمنية ذات تجهيزات فنية عالية. وفي ذلك الموقع، استعان رئيس جهاز الشاباك بخبراء وفنيين قاموا بتركيب بطارية خاصة صنعها القسم الفني بالموساد في جهاز التليفون الخلوي الذي استعاده كمال حماد من ابن أخته في أواخر كانون أول (ديسمبر) 1995. والبطارية الجديدة كانت في الحقيقة بنصف حجمها العادي حيث وضعت المتفجرات التي يتراوح وزنها بين 40 و50 غراماً في النصف الآخر. وكان كمال حماد قد دأب على التوجه إلى المستوطنة وبعد أن انتقل المهندس إلى منزل أسامة حماد في نحو الساعة (03:40) من فجر يوم الجمعة الموافق 5/1/1996 وقام بتأدية صلاة الفجر ثم ذهب للنوم. وحسب القصة التي يرويها أسامة حماد بعد ذلك، فإنه كان من المفترض أن يتصل والد المهندس على تليفون المنزل في نحو الساعة الثامنة غير أن اتصالاً غريباً جرى في ذلك الوقت حين اتصل كمال حماد في الساعة الثامنة طالباً من ابن أخته فتح جهاز التليفون الخلوي لأن شخصاً يريد الاتصال به ثم قطع الخط الهاتفي، ولم يكن في خط الهاتف البيتي حرارة بعد هذا الاتصال. وفي نحو الساعة التاسعة، اتصل والد المهندس مستخدماً الهاتف الخلوي حيث رفعت زوجة أسامة السماعة وسلمتها لزوجها الذي كان نائماً مع يحيى في نفس الغرفة. فأيقظ أسامة المهندس ثم أعطاه السماعة وبعد (15) ثانية تقريباً، وفيما كان أسامة يهم بالخروج من باب الغرفة تاركاً المهندس ليحدث والده، سمع دوي انفجار، فالتفت على الفور فرأي يد يحيى تهوي إلى أسفل، وغطى الغرفة دخان كثيف، ليتبين بعد ذلك أن المهندس قد قتل.
وقد كانت طائرة مروحية تابعة لسلاح الجو الإسرائيلي حامت فوق المنزل في ذلك الوقت، يعتقد أنها كانت تقل ضابط الشاباك المسؤول عن تفجير الشحنة الناسفة التي زرعت داخل جهاز الهاتف النقال. فما أن تأكد الضابط من تشخيص صوت المهندس عبر أجهزة الرصد حين قال لوالده: كيف حالك يا أبي، دير بالك على صحتك ولا تظل تتصل على الهاتف "، حتى ضغط على زر جهاز الإرسال لإرسال ذبذبة معينة لانفجار العبوة الناسفة لاسلكياً، فوقع الانفجار.
وقد نقلت الجثة إلى مستشفى الشفاء وتوافد عدد من قادة حركة حماس لمعاينة الجثة، ومنهم الصحفي فايد أبو شمالة الذي يعرف المهندس منذ أيام الدراسة الجامعية. وقال فايد بأن الجهة اليمنى من وجه المهندس (من أذنه وحتى منتصف وجهه) كان مهشماً تماماً، وكذلك يده اليمنى، بينما لم يتأثر بقية جسمه إطلاقاً بالانفجار. هذا وقد خرج في تشييع جثمانه 100 الف فلسطيني في غزة وحدها.

## عميل الشاباك
وفي وسائل الإعلام الإسرائيلية، كشف العميل الإسرائيلي كمال حماد ولأول مرة بعضا من تفاصيل مشاركته في عملية اغتيال الشهيد القسامي يحيى عياش في الخامس من يناير/كانون الثاني 1996. وقال الصحفي الذي أنجز المقابلة التلفزيونية التي بثتها القناة الإسرائيلية الثانية في وقت متأخر من مساء الأحد، إن «كاف» ـ في إشارة إلى كمال حماد الذي لم يذكر اسمه صراحة في المقابلة ـ كان رجل أعمال كبير في قطاع غزة بذلك الوقت، وكان يتمتع بعلاقات جيدة مع السلطة وحركة «فتح»، وفي مقدمتهم مسؤول المخابرات الفلسطينية موسى عرفات. ويحكي كمال أنه جلس ذات مرة إلى شخصين مدنيين اتضح له أنهما عضوان بجهاز الأمن الداخلي الإسرائيلي «الشاباك» فتبادل معهما بطاقات الزيارة، وكان أحدهما يدعى «أبو نبيل» تأكد لاحقا أنه آفي ديختر. ومضى العميل يقول إن يحيى عياش كان صديقا لأسامة ابن شقيقته، وهذه هي العلاقة التي سيجري استغلالها لاحقا لتحقيق الهدف الإسرائيلي بقتل عياش، حيث إن الشهيد كان لجأ إلى صديقه أسامة لمساعدته. وذكر أنه في إحدى الجلسات التي جمعته بموسى عرفات، التقى بمهندس إنجليزي في غزة، لديه سيارة من الأمم المتحدة، وكان ينقل المطلوبين من الضفة إلى غزة، ثم يقوم بعمليات تهريب من غزة للضفة، زاعما أن هذا الشخص ربما يكون نقل عياش إلى غزة.

### العياش محترف
العميل كاف قال إن يحيى عياش، لم يكن يستقر في مكان واحد، مؤكدا أنه كان شخصا محترفا جدا، من رجال حركة المقاومة الإسلامية «حماس»، موضحا أنه كان ممنوعا من دخول بيت شقيقته «فهم من حماس متدينون جدا، ونحن» فتح «لا ندخل منزلهم أبدا، لم أدخل منزلها من قبل ولا نعرف ماذا يحدث بداخله». وذكر الصحفي الذي أجرى المقابلة أن زوجة عياش طلبت دخول غزة، وأن الشاباك قدر أنها ستلتحق بزوجها، فاختار تفخيخ جهاز هاتف يتكلف «كاف» خال أسامة حماد ليدخله لغزة، واستغلال الفرصة المواتية لتحقيق ذلك. وشرح العميل كمال حماد كيف طُلب منه إيصال الهاتف إلى ابن شقيقته، موضحا أنه كان عملا غير سهل بالمرة، حيث تطلب إيصال الجوال المفخخ ليحيى عياش ستة أشهر. وذكر الصحفي الإسرائيلي أن الهاتف كان ملغما بعبوة ناسفة، وأن طائرة أباتشي كانت تحلق فوق قطاع غزة وبداخلها جهاز التحكم عن بعد بالعبوة الناسفة، وفي غرفة التحكم ينتظرون مكالمة عياش لوالده ليتعرفوا عليه عبر صوته، وعندئذ يفجرون العبوة الناسفة.
وفي المرة الأولى، جرى الضغط على الزر عند حديث عياش إلى أسرته، لكن العبوة لم تنفجر ونجا عياش من الاغتيال. بعدها، وبادعاءات مختلفة، نقل العميل الهاتف إلى إسرائيل للفحص، حيث اكتشفوا في تل أبيب أن أحد أسلاك العبوة قد انفصل، فتم إصلاحه، وعاد العميل بالهاتف إلى غزة يوم 5 يناير/كانون الثاني 1996.

### مقتله
في ذلك اليوم، كان عياش على موعد مع مناسبة جميلة، إذ رزق بمولود جديد، فكان متلهفا لنقل الخبر السعيد إلى أبيه وأمه، فذهب إلى منزل شقيقة العميل للحديث عبر الهاتف الأرضي. وفي منتصف المكالمة، شوشت إسرائيل على الاتصال، فانتقل للحديث عبر الجوال الملغم، وبمجرد ما تم التعرف إلى صوته، ضُغط على زر التفجير، فدوى الانفجار وارتقى العياش قتيلا. العميل قال إنه قابل وقتها شخصا يملك محطة وقود في غزة، وأخبره بنبأ اغتيال يحيى عياش، فتحدث إلى شقيقه للانتقال إلى المنزل ومعرفة التفاصيل، فانتقل شقيقه إلى عين المكان وهناك أخذ منه القيادي القسامي وقتها محمد الضيف بطاقة هويته الإسرائيلية وكان إلى جانب شقيق محمد دحلان الذي وعد برد البطاقة لشقيقه. ولم يخف العميل فرحه باغتيال عياش وقال «كنت فرحا ومبسوطا»، غير أنه أضاف أن الفضيحة تبعته، حيث اعتقل مباشرة واتهم بالمشاركة في عملية الاغتيال وحكم عليه بالإعدام، لكنه فر، وحاول الاستقرار داخل الولايات المتحدة لكنه قرر العودة إلى إسرائيل لأنه يخشى على حياته.

### حسرة ورعب
ويحكي العميل متحسرا كيف أنه نفذ كل ما طلبته منه إسرائيل، «وخاطرت بكل ممتلكاتي لأجل صنع السلام بيننا»، لكن جزاءه كان فقدان كل ثروته، والعيش في رعب دائم من القتل. ويغلق العميل نوافذ منزله خشية اغتياله، بطلب من «الشاباك». وأشار إلى أن إسرائيل «ترفض إعطاء زوجته الجنسية الإسرائيلية»، وأنها سحبت منه كل الامتيازات بعد افتضاح أمره وانتهاء العملية. وذكر أنه كوّن ثروة مالية قدرها 20 مليون دولار من عمله كمقاول بناء في قطاع غزة، إلا أن السلطة الفلسطينية صادرتها، بعد انكشاف أمره.

## ردود الفعل

### فلسطين
عم الإضراب الشامل مدينة القدس وضواحيها، وألصقت صور يحيى عياش في الشوارع، ووقعت صدامات ومواجهات عنيفة بين المتظاهرين وجنود الاحتلال بينما شهدت مدينة رام الله أيضاً إضراباً عاماً ومسيرة جماهيرية حاشدة في صباح يوم السبت، شارك فيها أكثر من (30) ألف رددوا الهتافات والشعارات الإسلامية والوطنية وأحرقوا الأعلام الإسرائيلية. وقد شارك في المسيرة إلى جانب حركة حماس، كافة الفصائل الفلسطينية ومحافظ المدينة وعدد كبير من قادة وكوادر القوى والأحزاب السياسية وضباط في الشرطة الفلسطينية حيث ألقيت كلمات باسم حركة فتح وحزب الشعب والجبهة الشعبية والجبهة الديمقراطية وحركة الجهاد الإسلامي والكتلة الإسلامية في جامعة بيرزيت، بالإضافة إلى كلمة حركة حماس ألقاها الشيخ حسن يوسف وعلى نفس الصعيد، انطلقت بعد صلاة ظهر يوم السبت مسيرة حاشدة من مسجد أريحا الجديد نحو مركز المدينة بمشاركة كافة الفصائل. وتجمهر أكثر من ألفي متظاهر أمام منصة البلدية حيث أشعلت النيران في أعلام إسرائيلية وألقيت العديد من الكلمات من قبل مختلف القوى السياسية.

إحدى المسيرات في مدن الضفة الغربية

كما ساد الحداد والإضراب مختلف أنحاء مدينة نابلس، وأغلقت جميع المحلات في المدينة والضواحي أبوابها، وعمت المسيرات الشعبية مناطق عديدة، ندد المشاركون فيها بممارسات الاحتلال مطالبين بالثأر للشهيد. وواصلت مكبرات الصوت في مساجد المدينة بث آيات من القرآن الكريم وبيانات النعي داعية إلى التوجه إلى مقر جمعية التضامن الخيرية لتقديم التعازي باستشهاد المهندس للحركة الإسلامية. وأوقفت محطات التلفزة المحلية بالمدينة البث، واستعاضت عنه بإذاعة القرآن الكريم والأناشيد الإسلامية والوطنية وبيانات النعي، وبعضها بث فيلم عمر المختار. وفيما علق مجلس الطلبة في جامعة النجاح الوطنية الدراسة بالتنسيق مع إدارة الجامعة، انطلقت مسيرة كبرى ضمت ثلاثة آلاف في جنازة رمزية وهم يحملون تابوتاً عليه علم فلسطين، طافت شوارع نابلس مرددة الهتافات، والشعارات الإسلامية
ما إن أعلن نبأ استشهاد المهندس، حتى خرج آلاف المواطنين من سكان محافظة طولكرم في مسيرة حاشدة جابت شوارع المدينة ومخيم طولكرم، ردد خلالها المتظاهرون الهتافات المؤيدة لحماس وكتائب الشهيد عز الدين القسام منددين بالاحتلال وبمفاوضات السلام، ومعاهدين الشهيد على مواصلة الجهاد حتى دحر الغزاة المحتلين. واتجه المتظاهرون نحو الشارع الرئيسي (طولكرم - نابلس) الذي يعتبر مسلكاً للدوريات الفلسطينية - الإسرائيلية المشتركة وأغلقوه لبعض الوقت، ومن ثم توجهوا نحو مركز المدينة حيث ألقى الشيخ محمود الحصري إمام مسجد الروضة كلمة نعى فيها الشهيد، مؤكداً أن الشعب الفلسطيني هو يحيى عياش. كما ألقيت كلمات باسم الجبهة الديمقراطية والجبهة الشعبية وحزب الشعب بالإضافة إلى محافظ مدينة طولكرم. وفي مدينة قلقيلية المجاورة، عم الإضراب الشامل وانطلقت مسيرة من جانب بيت الشهيد أبو علي في وسط قلقيلية ضمت عشرات الآلاف من أبناء المدينة والقرى المحيطة في الساعة الواحدة من بعد ظهر يوم السبت. وشارك في المسيرة التي حملت جنازة رمزية للمهندس كافة المؤسسات الإسلامية والوطنية وأجهزة سلطة الحكم الذاتي ورافقتها فرق الكشافة حيث زُين النعش بالشعارات والأكاليل والبطاقات، وفتحت حركة حماس بيت عزاء للشهيد يحيى عياش في مقر الغرفة التجارية. وشهدت القرى المحيطة بمدينة قلقيلية مواجهة عنيفة بين المتظاهرين وقوات الاحتلال. ففي قرية حبلة التي تقع ضمن المنطقة (ج) حسب خطة إعادة الانتشار واتفاقية أوسلو، وقعت مواجهات بين حرس الحدود والمواطنين الفلسطينيين، فرضت أثرها سلطات الاحتلال نظام منع التجول على القرية.
أما مدينة خليل الرحمن، فقد أعلنت الإضراب الشامل حداداً على المهندس، وتعطلت حركة المواصلات العامة ولم ينتظم الطلاب في مدارسهم كالمعتاد. وغطت الشعارات التي تنعى الشهيد كافة أنحاء المدينة وجدران المنازل والمحلات التجارية، فيما علقت الأعلام السوداء فوق أسطح المباني. وأعلن نشطاء من حركة حماس، خلال استعراض عسكري قاموا به، حالة من الاستنفار العام في صفوف الحركة مؤكدين أن دم الشهيد لن يذهب هدراً وفي مدينة بيت لحم والمناطق المجاورة لها، وشوهدت العديد من الشعارات التي تنعى الشهيد. وقد أكد العديد من المراقبين أن المدينة لم تشهد مثل هذا الإضراب في قوته والالتزام التام به من قبل جميع التجار والمواطنين منذ مدة طويلة.
وفي مدينة جنين، نظمت الفعاليات الوطنية والإسلامية مسيرات حاشدة تقدمتها جنازة رمزية وذلك يومي السبت والأحد. وطافت المسيرة الأولى التي شارك فيها حوالي عشرة آلاف مواطن شوارع وأحياء المدينة ومخيمها، حيث رفع المشاركون اللافتات والأعلام ورددوا الهتافات المنددة بالاحتلال وبعملية الاغتيال. وفي وسط المدينة، تحولت المسيرة إلى مهرجان جماهيري تحدث فيه الشيخ خالد سليمان والشيخ جمال عبد السلام وممثلين عن الجبهتين الشعبية والديمقراطية، أشادوا بالشهيد ومناقبه ودوره في مسيرة الجهاد وعاهدوه على التمسك بالقيم التي زرعها. كما انطلقت مسيرات شارك فيها مئات من الطلبة من مدارس جنين ومخيمها بعد أن أعلنت إدارات المدارس عن تعطيل الدراسة، وهتف المشاركون ضد الاحتلال وجريمته معلنين العهد والوفاء للمهندس. وافتتحت القوى والفصائل الوطنية والإسلامية ولجنة بلدية جنين بيت عزاء في قاعة البلدية لمدة يومين حيث أمته وفود تمثل الفعاليات والمؤسسات المختلفة.
وفي قطاع غزة، عم الإضراب الشامل وتوقفت جميع النشاطات فيما أخذت المساجد تذيع آيات القرآن الكريم، وعلقت الجامعة الإسلامية الدراسة، ونظم مجلس الطلبة مهرجاناً خطابياً شارك فيه ممثلون عن كافة الكتل الطلابية. وقال الصحافي علاء الدين أسعد صفطاوي واصفاً المشاعر التي سادت القطاع: «إن الشارع الفلسطيني أصيب بصدمة عنيفة إزاء نباء استشهاد الجنرال الإسلامي يحيى عياش. ليس هيناً على شعبنا أن يتقبل بصمت استشهاد هذا البطل. فهو شخصية وطنية كبيرة وليس رجلاً عادياً».

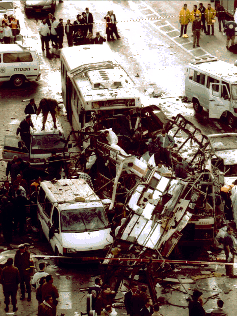
عقب تفجير الحافلة في شارع يافا بالقدس

نفذت كتائب الشهيد عز الدين القسام الجناح العسكري لحركة حماس سلسلة عمليات تفجيرية أسفرت عن مقتل 48 إسرائيلي وجرح 85
- عملية عسقلان والتي نفذت بتاريخ 21 فبراير 1996 حيث قام مقاتل من حماس بتفجير نفسه في حافلة كانت تمر في مدينة عسقلان المحتلة أدى الهجوم التفجير إلى مقتل 3 جنود إسرائيليين وجرح 30 آخرين[72]
- تفجير حافلة 18 في شارع يافا في القدس صباح 25 فبراير 1996 حيث قام مقاتل من كتائب القسام بتفجير نفسه في الحافلة رقم 18 التي كانت تمر في شارع يافا الموجود في مدينة القدس أدى الهجوم لمقتل 17 مدني إسرائيلي و9 جنود إسرائيليين وجرح 48 أخرى ن.[73]
- تفجير محطة يافا في صباح 3 مارس 1996 حيث قام مقاتل كتائب القسام بتفجير نفسه في محطة انتظار يافا الذي يقف فيها العسكريين الإسرائيليين أدى الهجوم إلى مقتل 16 جندي إسرائيلي وثلاثة سائحين أمريكان وجرح 7 أخرين.[11]

### إسرائيل
- يهودا باراك -وزير الخارجية آنذاك - قال في تعليقه بأن عملية الاغتيال ستمنع المزيد من سفك الدماء على المدى البعيد. واكتفى الوزير يعقوب تسور بالقول: «أزال الله كل أعدائنا»، بينما قال أفرايم سنية «أنا فرح لأنه قتل ولم يعد موجوداً في هذه الحياة».[74]
- وزير الأديان الإسرائيلي، شمعون شتريت، فقد أشاد بالمسؤولين عن تنفيذ الاغتيال، واعترف في تصريح إذاعي بأنه علم بمقتل المهندس قبل وسائل الإعلام الإسرائيلية. وأضاف الوزير شتريت: «نحن على علم بأنه قتل. إنه يوم سنتذكره، لأنه الرجل المسؤول عن عدد كبير جداً من الهجمات الانتحارية».[75]
- الجنرال أوري أور - نائب وزير الدفاع وعضو الكنيست عن حزب العمل- هاجم فيها بشدة السياسيين الذين أصدروا تصريحات تعقيباً على اغتيال المهندس، ومما جاء في كلامه: «ها أنا أسمع عدد من أعضاء الكنيست الذين لا يعرفون شيئاً، يوزعون الثناء والمديح، من الأفضل لنا أن نصمت. لقد مات وانتهى، وكان للسلطة الفلسطينية مصلحة في ذلك أيضاً». ورغم هذه الكلمات، وأضاف: «سمعت أن المهندس قتل -هناك العديد من الطرق للموت، ولكن ما يهم هو أن هذا الرجل قتل».[76]
- بارك حجاي ميروم -رئيس لجنة الخارجية والأمن في الكنيست «إن مقتل المهندس عياش هي بمثابة هدية كبيرة لعملية السلام، وإصابة قاتلة وخطيرة للإرهاب الذي ترتكبه حركة حماس»[77]
- بنيامين نتنياهو -زعيم تكتل الليكود آنذاك «أنه إذا كانت تلك عملية اغتيال فيجب أن نبارك الذين قاموا بالعمل، وقدموا خدمة هامة للغاية لدولة إسرائيل. فالشخص المذكور قتل الكثير من الإسرائيليين ويستحق الموت، وهذه هي الطريقة الوحيدة لمحاربة الإرهاب، ونأمل أن تكون نهاية رفاق عياش مثل نهايته».[78]
- بارك رحبعام زئيفى زعيم حركة موليدت «إذا كان المهندس قتل من قبل رجالنا، فإنهم قدموا خدمة ممتازة للأمن الوطني في إسرائيل وجعلوا المخربين يخشون على حياتهم أينما كانوا».[79]

## الصحافة والإعلام والكتب

غلاف كتاب Hunt for the Engineer

- صدرت عدة كتب تتحدث عن سيرة المهندس ومنها كتاب باللغة الإنجليزية بعنوان The Hunt For The Engineer[80]
- صدر باللغة العربية كتاب بعنوان المهندس الشهيد يحيى عياش رمز الجهاد وقائد المقاومة في فلسطين لغسان دوعر
- في عام 2010 أطلقت بلدية رام الله اسم يحيى عياش على أحد شوارعها وقد احتج بنيامين نتنياهو على ذلك ففي بيان وزعه مكتبه جاء فيه «فإن إطلاق اسم يحيي عياش على أحد شوارع رام الله يعتبر تحريضاً من قبل السلطة الفلسطينية تقشعر له الأبدان، فيحيي عياش هو كبير المخربين قتل مئات الإسرائيليين رجال وأطفال ونساء».[81]
- مسلسل يحيى عياش والذي عرضته قناة المنار ويتكون من 15 حلقة وهو من إخراج الفلسطيني باسل الخطيب، وكاتبة السيناريو هي ديانا جبور. وقد قام بدور يحيى عياش الممثل سامر المصري، وأدت دور زوجة عياش الممثلة مانيا النبواني، بينما أدى ووالد عياش الممثل تيسير إدريس، ووالدته لورا أبو أسعد[82]
- كتاب (فضائل الشهيد يحيى عياش) للأستاذ مخلص برزق[83]
- صاروخ عياش 250: صاروخ فلسطيني محلي الصُنع من إنتاج كتائب الشهيد عز الدين القسام سُمي نسبة إلى يحيى عياش، يصل مداه إلى 250 كم، واستخدم لأول مرة ضمن الحرب على غزة 2021 في قصف مطار رامون في جنوب صحراء النقب.[84]

## أماكن سُميت باسمه
أطلقت عدة بلديات فلسطينية اسم يحيى عياش على شوارع وميادين بارزة كما في سلفيت، وغزة، وجنين ورام الله. كما أطلقت كتائب الشهيد عز الدين القسام اسمه على صاروخ وصل مداه إلى 250 كم.

## وصلات خارجية
- القائد المهندس يحيى عبد اللطيف عياش «أبو البراء» - سيرته على موقع القسام
- برومو القناة العبرية الثانية عن اغتيال عياش على يوتيوب
- الفيلم الوثائقي ؛ المهندس يحيى عياش على يوتيوب